# Родригес, Карлос Рафаэль
Карлос Рафаэль Родригес (исп. Carlos Rafael Rodríguez, 1913—1997) — политический деятель Кубы.

## Биография
Родился в Сьенфуэгосе и уже в возрасте 20 лет стал мэром города, а четыре года спустя вступил в коммунистическую партию и был назначен редактором партийной газеты Hoy. В 1939 году Карлос окончил университет и, несмотря на участие в 1935 году во всеобщей забастовке против президента Карлоса Мендьеты, в 1942 году вошёл в состав кабинета президента Батисты. Включение Батистой в состав своего кабинета «образованного марксиста» политические круги Кубы расценивали как наивысшую точку сближения Батисты с коммунистами. В качестве адвоката представлял интересы семьи семьи убитого профсоюзного лидера и депутата-коммуниста Хесуса Менендеса на суде над его убийцами.
Родригес познакомился с Фиделем Кастро через общего знакомого после того, как Кастро посетил книжный магазин, подконтрольный компартии Кубы; это было за несколько дней до неудачного штурма казарм Монкада, предпринятого Фиделем со своими соратниками 26 июля 1953 года. В тот момент Родригес осудил действия Кастро, но впоследствии примкнул к повстанцам. В июле 1958 года Родригес присоединился к движению 26 июля в горах Сьерра-Маэстра; это был первый жест поддержки повстанцам во главе с Кастро со стороны коммунистической партии.
После победы революции, Кастро назначил Родригеса директором Национального института аграрной реформы, который он возглавлял 1962 по 1965 годы; некоторые зарубежные СМИ характеризовали статус Родригеса как «экономического царя Кубы». В 1969 году Родригес был направлен в качестве наблюдателя на Совещание коммунистических и рабочих партий в Москве, где он выступил с речью, в которой отметил, что Куба «будет непоколебимо стоять за СССР». Визит Родригеса и его речь были шагами, предпринятыми режимом Кастро для нового сближения с СССР после разногласий, имевших место между Москвой и Гаваной в начале и середине 1960-х годов. До конца жизни Родригес входил в состав политбюро ЦК компартии Кубы. В конце жизни страдал от болезни Паркинсона.
Умер в Гаване, был похоронен с почестями, комиссию по похоронам Родригеса возглавлял лично Фидель Кастро.